# 16564 Coriolis
16564 Coriolis è un asteroide della fascia principale. Scoperto nel 1992, presenta un'orbita caratterizzata da un semiasse maggiore pari a 2,9780591 au e da un'eccentricità di 0,0825619, inclinata di 10,34187° rispetto all'eclittica.
L'asteroide è dedicato al matematico e fisico francese Gaspard Gustave de Coriolis.